# Moviment d'Alliberament del Poble Sudanès
El Moviment d'Alliberament del Poble Sudanès o Moviment Popular d'Alliberament del Sudan (anglès: Sudan People's Liberation Movement, SPLM) és un partit polític del Sudan del Sud. Va ser fundat com a branca política de l'Exèrcit d'Alliberament del Poble Sudanès (anglès: Sudan People's Liberation Army, SPLA). Va lluitar per la independència del Sudan del Sud.

## Història

### Primers anys
El febrer del 1982 s'havia decidit per joves oficials conspiradors que la revolució al sud esclataria el 18 d'agost d'aquell any, 32 anys després de la primera revolta a Torit el 1955. Però el pla fou descobert pels serveis secrets i les unitats compromeses foren transferides ràpidament al nord, obligant als revolucionaris a canviar els plans. Amb l'excusa d'un viatge personal a Bor, John Garang, el cap dels conspiradors, un oficial d'origen dinka format als Estats Units i amic personal del president ugandès Museveni (van estudiar un temps junts a Dar es Salam a Tanzània), va arribar al sud. Tenia autorització doncs els govern pensava que la seva presència podria aturar qualsevol intent revolucionari.
El 16 de maig del 1983 Garang era a Bor quan van esclatar motins contra la imposició de la xara (llei islàmica) per part del govern de Khartum; el primer tret fou donat pel major Kerubino Kwanyin Bol el 16 de maig, i Garang fou un dels oficials que es va unir als amotinats i va instigar a d'altres a seguir-los. Garang tenia el seu principal suport entre els dinka, i a l'exterior, a causa del seu passat comunista, a Etiòpia.
Garang va sortir amb part de les tropes revoltades a la comarca de Bor, cap a Etiòpia, igual que van fer altres caps rebels. Els primers que van arribar a aquest país foren els caps del National Action Movement (NAM), Samuel Gai Tut i Akuot Atem de Mayen, que van establir el seu quarter a Bukteng Village. Allí els dos líders van contactar amb Gordon Kong Chol, el líder de l'Anya-Anya II, que tenia el seu quarter a Billpam (o Bilpam); Gai i Atem volien esperar l'arribada dels diferents grups que venien d'arreu i iniciar un moviment unitari, i van proposar a Gordon Kong, ara el principal cap dels Anya-Anya, com a cap militar, i ells mateixos com a caps polítics. Però Kong no hi va estar d'acord, ja que estava en contacta amb Garang; a finals de maig Garang estava a un llogaret anomenat Adura; aviat milers de sud sudanesos van anar a les zones de concentració per allistar-se a l'exèrcit rebel. Els tres campaments principals eren el de Gordon Kong a Billpam, el de Bukteng de Gai Tut i Akuot Ate; i el d'Adura (o Itang) de John Garang de Mabior, Joseph Oduho, Martin Majer Gai i altres.
A començaments de juny van arribar a Adura el tinent coronel Francis i el capità Salva Kiir Mayardit; havien trigar més perquè havien intentat ocupar Malakal, però foren rebutjats. Poc després van arribar els caps del Abyei Liberation Front, Deng Alor Kuol i Chol Deng Alaak, revoltats al Abyei i també es van instal·lar a Adura; el penúltim grup rellevant que va arribar a Adura (o Itang) fou el Student Revolutionary Group dirigit per Pagan Amum Okiech, Nyachigag Nyachiluk, Lado Lokurnyang i Oyai Deng Ajak; i el darrer el grup revoltat a Bor, Ayod, Pachalla, Pibor i Waat dirigit per Kerubino Kwanyin Bol i William Nyon Bany.
Per forçar a les autoritats etíops a negociar amb ell, Akuot Atem de Mayen del NAM es va proclamar cap d'un govern provisional amb Samuel Gai Tut com a ministre de Defensa, Joseph Oduho d'afers exteriors; Martin Majier, d'afers legals i justícia i John Garang cap de l'estat major. Els etíops (general Mefshin) van negociar el seu suport amb aquest govern. El resultat fou l'arranjament d'una entrevista amb Menguistu Haile Mariam que hauria de donar llum verda al moviment.
Un manifest escrit per Akuot fou entregat als etíops en el qual s'establia que el moviment era d'orientació socialista i lluitava pel total alliberament del Sudan del Sud, però Mefshin no va voler avalar el document, ja que la carta de l'Organització d'Unitat Africana prohibia donar suport al trencament d'un estat membre. Els negociadors van anar al camp d'Itang on Oduho va demanar a Garang d'escriure una proposta que fos acceptable als etíops i Garang va escriure el que després fou el manifest del SPLM. El manifesta establia que el moviment era d'orientació socialista i que lluitava per la creació d'un Sudan socialista, unit i secular, i que lluitava per l'alliberament social de tot el país. Menguistu va acceptar aquest manifest i els sudaneses van rebre suport per llançar el moviment que prendria el nom del Sudan People Liberation Movement i Sudan People Liberation Army SPLM/SPLA.
Garang havia de restar a Etiòpia per qüestions d'intendència abans de l'inici oficial, però a la tornada al campament d'Itang va passar que Kerubino va matar a un refugiat de nom Marial Alek, acusat d'insubordinació contra el seu comandant (el mateix Kerubino) i això va provocar una revolta entre els refugiats; els etíops van actuar ràpid i van enviar una força a controlar el camp i mantenir l'orde; però Akuot Atem va veure la presència dels etíops com un intent d'imposar el liderat de Garang i va ordenar als seus fidels recollir les seves coses i tot el camp de Bukteng i alguns d'Adura es van dirigir cap al camp de Billpam on es van unir a Kong. La cosa es va agreujar quan William Nyon Bany que havia arribat poc abans amb les seves forces des d'Ayod, va atacar Billpam i en va expulsar a Gordon Kong i Akuot Atem; després d'alguns incidents les forces de Kong van seguir a Akuot Atem i al seu lloctinent Samuel Gai Tut cap a Bukteng, a la frontera sudanesa on van proclamar la revolució com al Sudan People Liberation Movement i Sudan People Liberation Army SPLM/SPLA (conegut inicialment com a facció Bukteng, però tot seguit va mantenir el seu nom d'Anya-Anya II) mentre Garang era elegit cap polític i comandant en cap militar (agost de 1983) a Itang (del que la seva facció va prendre el nom). Els principals nomenaments dels seus lloctinents foren:
- Major Kerubino Kuanyin Bol, ascendit a tinent coronel, vicepresident i sub comandant en cap
- Major William Nyuon Bany, ascendit a tinent coronel i nomenat cap de l'estat major
- Capità Salva Kiir Mayardit, ascendit a major i nomenat segon cap de l'estat major encarregat de la seguretat i les operacions militars
- Nyachigag Nyachiluk, ascendit a major, i nomenat membre suplent de l'alt comandament polític-militar

### Escissions
El 28 d'agost del 1991 es va produir la declaració de Nasir en la qual una part dels membres del SPLM dirigits pel cap nuer Riak Machar es van escindir i van tractar d'enderrocar-lo però les forces lleials a Garang van resistir i el moviment va quedar dividit en les faccions SPLA-Torit de John Garang (per tenir la seva base a Torit) i el SPLA-Nasir, de Riak Machar i Lam Akol a les que l'estiu del 1992 es va sumar una tercera facció, el SPLA de William Nyon Bany i Josep Oduhu. El març de 1993, Kerubino Kwanyin Bol i Arok Thon Arok que havien estat empresonats per Garang i el 1991 havien fugit a Uganda, van retornar i van formar les seves pròpies faccions (SPLA-Bor, d'Arok Thon Arok, i SPLA-Bahr al-Ghazal, de Kerubino Kwanyn Bol).
Totes les facciones excepte la de Garang es van unir (Declaració de Kongor) i van formar la facció SPLA-Unity però Riak Machar i Lam Akol es van separar poc després i Machar va formar el Southern Sudan Independence Movement (SSIM) i Lam Akol va formar la facció SPLA-Nasir United o simplement SPLA-United (de base shilluk).
El 1993 el SPLA de Garang va anunciar un alto el foc, que no fou seguit per Machar ni per l'altra facció anomenada "Unity Forces" de William Nyuon Bany. Després de la mort d'Oduhu en un atac del SPLA de Garang, Nyon Bany va entrar al SSIM, Kerubino va mantenir la seva pròpia facció i Thon Arok es va unir amb Lam Akol. L'octubre del mateix any 1993 un marxista convençut, Alfred Lado Gore, va trencar amb Garang i va crear el Patriotic Resistance Movement of South Sudan (PRMSS).
El 1995 el SSIM i el SPLA van acostar posicions però aquell any les forces rebels foren derrotades diverses vegades per l'exèrcit sudanès i expulsades cap a Etiòpia i Eritrea, encara que després van poder tornar a algunes zones rurals.
El 1996 el SSIM, la facció SPLA-Bahr el Ghazal (dirigida pel mític comandant Kerubino Kwanyin Bol, que va disparar el primer tret a la guerra) i altres faccions menors van arribar a un acord amb el govern (10 d'abril). Machar controlava part de la província del Gran Nil Superior i Kerubino part de la de Bhar al-Ghazal. El desembre de 1996 Garang va establir un acord amb els partits d'oposició del nord, el que li va fer perdre el suport dels nubes, negres del nord, que en cas d'una secessió del sud quedarien en una situació força precària.

### Nou Sudan
El gener de 1997 el SPLA inicià una gran ofensiva amb el suport d'Uganda i probablement d'Etiòpia i Eritrea (i ajut americà en diners) i en els següents mesos van recuperar la major part de les províncies del sud, dominant un territori més gran que França on es va establir un embrió d'estat anomenat Nou Sudan.
El 21 d'abril de 1997 es va signar formalment el tractat de pau a Khartum entre el govern i les faccions de Machar, Kerubino i altres grups menors, destacant entre aquestes la facció de Teophillo Ochan, cap de l'EDF (Equatoria Defense Force). L'acord preveia un referèndum d'autodeterminació el 2001, i mentre un Consell de Coordinació Transitori Autònom per governar el sud del país, sense llei islàmica i amb seu a Juba; eren reconegudes la llei basada en els costums, i es decretava una amnistia. La presidència del Consell va quedar en mans de Riak Machar i les forces compromeses en l'acord van formar el United Democratic Salvation Front (UDSF) i la South Sudan Defense Forces (que havia de combatre l'SPLA i als grups que hi estaven aliats inclosa la National Democratic Alliance NDA, una federació de forces opositores del nord del Sudan, que tenia el suport d'Eritrea).
El juny de 1997 els parlamentaris del Sudan occidental van reclamar l'autodeterminació per a la seva regió al considerar que els recursos destinat a l'oest s'havien utilitzat per satisfer els del sud i impedir la seva secessió. Les províncies de Kurdufan (muntanyes nuba) i la regió d'Abyei van demanar ser incloses al sud.
Entre 1998 i 1999 es van produir enfrontaments entre els nuer (partidaris de Machar) i els dinka (partidaris de Garang). El 2000 es va restablir la pau entre els dos grups etnics i la situació sobre el terreny era que el SPLA controlava les províncies de Bahr al-Ghazal Oriental i Equatoria Occidental mentre que els partidaris del govern dominaven les províncies de Bhar al-Jebel, Unity i Gran Nil Superior.
El 2001 l'exèrcit i UNICED del Sudan van signar un acord per a l'alliberament de l'ús militar dels nens. S'alliberaren uns 3.400 menors.

### Pau de Machakos
Llavors es va produir el trencament de Machar amb el govern (2001). Riak Machar (United Democratic Salvation Front, UDSF/South Sudan Defence Forces, SSDF) y John Garang (Sudan Peoples Liberation Movement/Sudan Peoples Liberation Army) es van unir el 6 de gener del 2002 sota pressió exterior (per presenter un front comú) i es va acordar que les dos organitzacions funcionarien sota el nom de SPLA/SSDF. El 20 de juliol del 2002 es va signar el Protocol de Machakos amb el govern que va obrir el camí de la pau en reconèixer el dret d'autodeterminació. L'acord va provocar la defecció dels comandantes d'ètnia Nuer, Tito Biel Chor i Marko Liah, oposats per considerat que beneficiava als dinka. El protocol va anar seguit de diversos acords complementaris, el darrer dels quals el 31 de desembre del 2004, quan es va arribar a un acord general de pau signat formalment en una cerímonia el 9 de gener del 2005; es va restablir l'autonomia del sud i es va preveure un referèndum d'autodeterminació en el termini de sis anys (gener del 2011). Garang va passar a ser vicepresident del Sudan i president del Sud, i el SPLA/SSDF va rebre un terç dels ministeris. El SPLM va esdevenir partit polític reconegut.

### Mort de Garang i ascens de Salva Kiir
Garang va morir en accident el 30 de juliol del 2005 i el va succeir Salva Kiir Mayardit, que l'11 d'agost va prendre possessió com a vicepresident sudanès i també president del sud i president del SPLA/SSDF. El 31 d'agost del 2005 es va obrir l'assemblea nacional a la que segons els acords hi havia 234 escons pel Partit del Congrés Nacional del Sudan (52%), 126 del SPLM (28%) I 20% per la resta de partits d'oposició del nord i del sud dels quals la National Democratic Alliance (el principal integrant de la qual era el Democratic Unionist Party DUP) amb 20 escons (que es podien augmentar en negociacions) i la Union of Sudan African Parties (USAP) amb 10 eren els principals (la resta de forces sudistes rebien 17 escons, repartits entre el United Democratic Salvation Front, United Democratic Front, South Sudan Democratic Forum, i Sudan African National Union). El Congrés Nacional Popular de Hassan al-Turabi i l'Umma Party de Sadiq al-Mahdi no hi van voler participar.
El gener del 2006, després de la mort de Garang, el SPLA i el SSDF es van unificar sota el nom del primer. L'acord conegut com a Declaració de Juba fou signat a Juba entre el president del Govern (autònom) del Sudan del Sud Salva Kiir Mayardit i el cap de la SSDF Paulino Matip el 8 de gener de 2006. L'exèrcit unit (format per uns 130.000 homes) va passar a estar dirigit per Paulino Matip Nhial, abans cap de la South Sudan Defence Forces (SSDF).
L'11 d'octubre de 2007 el SPLM es va retirar del govern del Sudan, al·legant violacions dels acords de pau. El 2008 es lluitava a la ciutat d'Abyei de la que 90.000 persones havien fugit. Tot i aquestes dificultats el SPLA/SPLM va aconseguir la celebració del referèndum (gener del 2011) que va portar a la declaració d'independència del Sudan del Sud el 9 de juliol de 2011. Des de 2005 existeix al Sudan (nord) un Moviment d'Alliberament del Poble Sudanès Nord que lluita a l'estat del Nil Blau i al de Kordofan del Sud.